# Zlatko Kranjčar
Zlatko Kranjčar (Zagabria, 15 novembre 1956 – Zagabria, 1º marzo 2021) è stato un calciatore e allenatore di calcio croato, di ruolo attaccante.

## Biografia
Nato nella capitale croata, anche suo figlio Niko è stato calciatore.
È morto nel marzo 2021 all'età di 64 anni dopo una grave malattia.

## Carriera

### Giocatore

#### Club
Durante la sua carriera da giocatore ha vestito le maglie di Dinamo Zagabria e Rapid Vienna, vincendo un campionato jugoslavo (1982), due Coppe di Jugoslavia (1980 e 1983), due campionati austriaci (1987 e 1988), due Coppe d'Austria (1985 e 1987), tre Supercoppe d'Austria (1986, 1987 e 1988) e una Coppa dei Balcani per club nel 1976.

#### Nazionale
Il suo debutto con la nazionale jugoslava risale al 30 gennaio 1977 nella partita amichevole contro la Colombia giocata a Bogotà. La sua ultima partita con la nazionale risale al 12 novembre 1983 contro la Francia a Zagabria.
Indossò la maglia del Brasile d'Europa per un totale di undici partite segnando tre reti.
Fu il primo capitano della neonata nazionale croata,  giocando le prime due partite entrambe con la fascia al braccio. Nella seconda ed ultima partita con la divisa dei Kockasti, giocata contro la Romania, segnò la sua unica rete con tale maglia.

#### Allenatore
Da manager ha vinto il campionato croato sia con la Dinamo Zagabria (1996 e 1999) sia con l'NK Zagabria, nel 2002. Con la Dinamo ha ottenuto anche una Coppa (1996) e una Supercoppa nazionale (1998). Inoltre, ha allenato in Austria, Egitto, Emirati Arabi Uniti, Slovacchia, Iran e Qatar, guidando anche le nazionali di Montenegro e Croazia – con la quale ha preso parte al campionato del mondo 2006, concluso nella fase a gironi – oltre all'Under-23 dell'Iran.

## Statistiche

### Cronologia presenze e reti in nazionale
| Cronologia completa delle presenze e delle reti in nazionale ― Jugoslavia | Cronologia completa delle presenze e delle reti in nazionale ― Jugoslavia | Cronologia completa delle presenze e delle reti in nazionale ― Jugoslavia | Cronologia completa delle presenze e delle reti in nazionale ― Jugoslavia | Cronologia completa delle presenze e delle reti in nazionale ― Jugoslavia | Cronologia completa delle presenze e delle reti in nazionale ― Jugoslavia | Cronologia completa delle presenze e delle reti in nazionale ― Jugoslavia | Cronologia completa delle presenze e delle reti in nazionale ― Jugoslavia |
| Data                                                                      | Città                                                                     | In casa                                                                   | Risultato                                                                 | Ospiti                                                                    | Competizione                                                              | Reti                                                                      | Note                                                                      |
| ------------------------------------------------------------------------- | ------------------------------------------------------------------------- | ------------------------------------------------------------------------- | ------------------------------------------------------------------------- | ------------------------------------------------------------------------- | ------------------------------------------------------------------------- | ------------------------------------------------------------------------- | ------------------------------------------------------------------------- |
| 30-1-1977                                                                 | Bogota                                                                    | Colombia                                                                  | 0 – 1                                                                     | Jugoslavia                                                                | Amichevole                                                                | -                                                                         | 60’                                                                       |
| 8-2-1977                                                                  | San Nicolás de los Garza                                                  | Messico                                                                   | 0 – 1                                                                     | Jugoslavia                                                                | Amichevole                                                                | -                                                                         | 46’                                                                       |
| 13-5-1978                                                                 | Roma                                                                      | Italia                                                                    | 0 – 0                                                                     | Jugoslavia                                                                | Amichevole                                                                | -                                                                         | 78’                                                                       |
| 14-11-1979                                                                | Novi Sad                                                                  | Jugoslavia                                                                | 5 – 0                                                                     | Cipro                                                                     | Qual. Euro 1980                                                           | 2                                                                         | 17’                                                                       |
| 30-3-1980                                                                 | Belgrado                                                                  | Jugoslavia                                                                | 2 – 0                                                                     | Romania                                                                   | Coppa dei Balcani 1980                                                    | -                                                                         | 68’                                                                       |
| 15-12-1982                                                                | Podgorica                                                                 | Jugoslavia                                                                | 4 – 0                                                                     | Galles                                                                    | Qual. Euro 1984                                                           | 1                                                                         |                                                                           |
| 23-4-1983                                                                 | Parigi                                                                    | Francia                                                                   | 4 – 0                                                                     | Jugoslavia                                                                | Amichevole                                                                | -                                                                         | 46’                                                                       |
| 1-6-1983                                                                  | Sarajevo                                                                  | Jugoslavia                                                                | 2 – 1                                                                     | Romania                                                                   | Amichevole                                                                | -                                                                         | 30’                                                                       |
| 7-6-1983                                                                  | Lussemburgo                                                               | Germania Ovest                                                            | 4 – 2                                                                     | Jugoslavia                                                                | Amichevole                                                                | -                                                                         |                                                                           |
| 26-10-1983                                                                | Basilea                                                                   | Svizzera                                                                  | 2 – 0                                                                     | Jugoslavia                                                                | Amichevole                                                                | -                                                                         | 68’                                                                       |
| 12-11-1983                                                                | Zagabria                                                                  | Jugoslavia                                                                | 1 – 2                                                                     | Francia                                                                   | Amichevole                                                                | -                                                                         | 64’                                                                       |
| Totale                                                                    |                                                                           | Presenze                                                                  | 11                                                                        |                                                                           | Reti                                                                      | 3                                                                         |                                                                           |

| Cronologia completa delle presenze e delle reti in nazionale ― Croazia | Cronologia completa delle presenze e delle reti in nazionale ― Croazia | Cronologia completa delle presenze e delle reti in nazionale ― Croazia | Cronologia completa delle presenze e delle reti in nazionale ― Croazia | Cronologia completa delle presenze e delle reti in nazionale ― Croazia | Cronologia completa delle presenze e delle reti in nazionale ― Croazia | Cronologia completa delle presenze e delle reti in nazionale ― Croazia | Cronologia completa delle presenze e delle reti in nazionale ― Croazia |
| Data                                                                   | Città                                                                  | In casa                                                                | Risultato                                                              | Ospiti                                                                 | Competizione                                                           | Reti                                                                   | Note                                                                   |
| ---------------------------------------------------------------------- | ---------------------------------------------------------------------- | ---------------------------------------------------------------------- | ---------------------------------------------------------------------- | ---------------------------------------------------------------------- | ---------------------------------------------------------------------- | ---------------------------------------------------------------------- | ---------------------------------------------------------------------- |
| 17-10-1990                                                             | Zagabria                                                               | Croazia                                                                | 2 – 1                                                                  | Stati Uniti                                                            | Amichevole                                                             | -                                                                      | cap.                                                                   |
| 22-12-1990                                                             | Fiume                                                                  | Croazia                                                                | 2 – 0                                                                  | Romania                                                                | Amichevole                                                             | 1                                                                      | 86’                                                                    |
| Totale                                                                 |                                                                        | Presenze                                                               | 2                                                                      |                                                                        | Reti                                                                   | 1                                                                      |                                                                        |

## Palmarès

### Giocatore

#### Club

##### Competizioni nazionali
- Campionato jugoslavo: 1

Dinamo Zagabria: 1981-1982
- Coppa di Jugoslavia: 2

Dinamo Zagabria: 1979-1980, 1982-1983
- Campionato austriaco: 2

Rapid Vienna: 1986-1987, 1987-1988
- Coppa d'Austria: 2

Rapid Vienna: 1984-1985, 1986-1987
- Supercoppa d'Austria: 3

Rapid Vienna: 1986, 1987, 1988

##### Competizioni internazionali
- Coppa dei Balcani per club: 1

Dinamo Zagabria: 1976

#### Nazionale
- Campionato d'Europa Under-21: 1

1978

### Allenatore
- Campionato croato: 3

Dinamo Zagabria: 1995-1996, 1998-1999
NK Zagabria: 2001-2002
- Coppa di Croazia: 1

Dinamo Zagabria: 1995-1996
- Supercoppa di Croazia: 1

Dinamo Zagabria: 1998